# 8927 Ryojiro
A 8927 Ryojiro (ideiglenes jelöléssel 1996 YT) a Naprendszer kisbolygóövében található aszteroida. Kobajasi Takao fedezte fel 1996. december 20-án.